# 베이비 대디

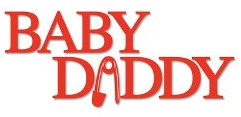

베이비 대디(Baby Daddy)는 2012년부터 2017년까지 방영된 시트콤이다.